# Tim Häußler
Tim Häußler (* 21. Juli 1997 in Berlin) ist ein deutscher Fußballspieler. Er steht seit 2023 bei TuS Makkabi Berlin unter Vertrag und spielt in der fünftklassigen Fußball-Oberliga Nordost.

## Karriere

### Vereine
Häußler begann in seiner Geburtsstadt Berlin bei Sparta Lichtenberg mit dem Fußballspielen. Nach fünf Jahren der Zugehörigkeit, wechselte er 2006 in die Jugendabteilung des BFC Dynamo, nach einem weiteren Jahr in die von Hertha BSC und im Sommer 2012 in die von Energie Cottbus. Nachdem er bis 2014 in der B-Jugend aktiv gewesen war, rückte er in die A-Jugend auf und kam am 2. Mai 2015 (35. Spieltag) beim 3:3 im Auswärtsspiel gegen die SpVgg Unterhaching erstmals für die erste Mannschaft in der 3. Liga im Seniorenbereich zum Einsatz. Als A-Jugendlicher nahm er am DFB-Junioren-Vereinspokal teil und erreichte das Endspiel am 30. Mai 2015 im Stadion auf dem Wurfplatz, das mit 0:1 gegen Hertha BSC verloren wurde. Nach drei Punktspielen für die zweite Mannschaft in der fünftklassigen Oberliga Nordost in der Saison 2015/16 verpflichtete ihn der FC Bayern München zur Saison 2016/17 für seine zweite Mannschaft in der viertklassigen Regionalliga Bayern. Zum Saisonauftakt bestritt er die ersten beiden Punktspiele und reiste dann mit der ersten Mannschaft des FC Bayern zu einer Testspielreise in die USA, bei der er sich eine Muskelverletzung zuzog. Letztlich konnte er sich in München nicht durchsetzen und kam auf lediglich elf Ligaspiele und ein Freistoßtor bei der 1:2-Niederlage beim TSV 1860 Rosenheim. Zur Saison 2017/18 wechselte er zum ebenfalls viertklassigen FSV Wacker 90 Nordhausen in die Regionalliga Nordost. Während der laufenden Saison 2018/19 wechselte er zum Ligakonkurrenten FSV Union Fürstenwalde, nach zwei Jahren zum Ligakonkurrenten VSG Altglienicke. Im Januar 2023 wechselte er zur eine Spielklasse tiefer spielenden TuS Makkabi Berlin und ist dort gegenwärtig Kapitän. 

### Nationalmannschaft
Er bestritt 2015 ein Länderspiel für die U18-Nationalmannschaft, die in Gersthofen gegen die Auswahlmannschaft Österreichs mit 0:1 verlor.